# 下間頼盛
下間 頼盛（しもつま らいせい）は、戦国時代の武将で、本願寺の坊官。下間頼玄の5男で母は三上越前守の娘。頼秀の弟。幼名は松菊丸、通称は源七、民部少輔、備中守、法名は心了。

## 生涯
兄と共に本願寺第10世法主証如の後見人で外祖父蓮淳に接近、享禄元年（1528年）に加賀に赴き超勝寺実顕（蓮淳の婿）と共に所領の横領で加賀の賀州三ヶ寺（松岡寺・光教寺・本泉寺）と対立、享禄4年（1531年）の大小一揆で大一揆に属して賀州三ヶ寺ら小一揆を壊滅させた。加賀は超勝寺が支配することになり、頼盛も兄と共に加賀で勢力を振るい、本願寺内でも勢力を強めた。
天文の錯乱で畿内へ戻り、一揆を率いて転戦するが、天文2年（1533年）6月に証如が細川晴元と和睦したことに反対、翌天文3年（1534年）3月に証如を誘拐して晴元との和睦を破棄させ、細川晴国と手を組んで晴元との戦いを再開した。だが天文4年（1535年）11月に証如が再度晴元と和平を結ぶと、先立つ9月14日に主戦派として失脚、兄と共に石山本願寺を退去した。翌天文5年（1536年）、摂津中嶋城で一揆の部将として参戦したが、木沢長政に打ち破られて逐電した。その長政は証如に頼秀・頼盛兄弟の赦免を願い出たが却下され、天文6年（1537年）5月9日には加賀に証如の生害（殺害）指令が出された。そして天文7年（1538年）3月20日、兄が近江で証如の刺客に暗殺され、頼盛も翌天文8年7月21日に堺で証如の刺客に暗殺された。
証如の日記『天文日記』や実従の日記『私心記』に頼秀・頼盛兄弟の動向が書かれており、彼等が勢力を伸ばした背景に横領・違乱を行い領国形成の野心を持つ国人門徒や一般門徒との結びつきがあったことを記している。頼秀兄弟の追放及び暗殺はこれら門徒の排斥および天文の錯乱の責任を取らせるための処分とされている。その後和平派として活動した叔父の下間頼慶の系統が本願寺坊官として台頭したが、加賀では頼秀・頼盛兄弟として行動した者たち（別心衆）が所領争いで告発される、かつて小一揆方として戦った者たちが蜂起するなど不安定な状態が長引くことになった。